# Rhododendron nortoniae
Rhododendron nortoniae är en ljungväxtart som beskrevs av Elmer Drew Merrill. Rhododendron nortoniae ingår i släktet rododendron, och familjen ljungväxter. Inga underarter finns listade i Catalogue of Life.